# Campionati europei maschili di pallacanestro
I Campionati europei maschili di pallacanestro FIBA sono una competizione sportiva continentale a cadenza quadriennale organizzata dalla FIBA Europe, la federazione europea della pallacanestro. La denominazione ufficiale della manifestazione è FIBA EuroBasket.
Si tratta di un torneo tra nazionali, che assegna il titolo di Campione d'Europa alla nazionale vincitrice, ed è di solito valevole per la qualificazione ai giochi olimpici e ai mondiali maschili di pallacanestro.
Il primo campionato europeo di pallacanestro si tenne nel 1935 in Svizzera. La manifestazione venne ripetuta a cadenza biennale fino allo scoppio della Seconda guerra mondiale. Vennero ripresi nel 1946, e dal 1947 si tenero ogni due anni, negli anni dispari, sino al 2017, anni in cui sono stati spostati a cadenza quadriennale, negli anni successivi alle Olimpiadi.
È la competizione ufficiale per nazionali di pallacanestro più antica, precedente di un anno al primo Torneo olimpico di pallacanestro del 1936.
Agli Europei ha preso parte in passato l'Egitto che, poiché non esisteva ancora FIBA Africa, era ammessa di diritto in ambito europeo. Dal 1961, anno di nascita di FIBA Africa, non fa più parte della zona europea e partecipa ai FIBA AfroBasket. Partecipa agli Europei anche uno stato asiatico: Israele, che la FIBA considera all'interno di FIBA Europe.
La manifestazione è stata dominata a lungo da nazionali ormai dissolte, quali l'Unione Sovietica che ha trionfato in 14 edizioni, e la Jugoslavia con 8 successi. La Spagna è la nazionale campione in carica con 4 trionfi, a seguire c'è la Lituania con 3 vittorie e per finire ci sono Italia e Grecia che hanno conquistato il torneo europeo 2 volte. 

## Albo d'oro
| 1935 | Ginevra                                      | Lettonia         | 24–18       | Spagna           | Cecoslovacchia   | 25–23       | Svizzera           |
| 1937 | Riga                                         | Lituania         | 24–23       | Italia           | Francia          | 27–24       | Polonia            |
| 1939 | Kaunas                                       | Lituania         | No playoffs | Lettonia         | Polonia          | No playoffs | Francia            |
| 1946 | Ginevra                                      | Cecoslovacchia   | 34–32       | Italia           | Ungheria         | 38–32       | Francia            |
| 1947 | Praga                                        | Unione Sovietica | 56–37       | Cecoslovacchia   | Egitto           | 50–48       | Belgio             |
| 1949 | Il Cairo                                     | Egitto           | 57-36       | Francia          | Grecia           | No playoffs | Turchia            |
| 1951 | Parigi                                       | Unione Sovietica | 45–44       | Cecoslovacchia   | Francia          | 55–52       | Bulgaria           |
| 1953 | Mosca                                        | Unione Sovietica | No playoffs | Ungheria         | Francia          | No playoffs | Cecoslovacchia     |
| 1955 | Budapest                                     | Ungheria         | No playoffs | Cecoslovacchia   | Unione Sovietica | No playoffs | Bulgaria           |
| 1957 | Sofia                                        | Unione Sovietica | No playoffs | Bulgaria         | Cecoslovacchia   | No playoffs | Ungheria           |
| 1959 | Istanbul                                     | Unione Sovietica | 83–72       | Cecoslovacchia   | Francia          | 62–60       | Ungheria           |
| 1961 | Belgrado                                     | Unione Sovietica | 60–53       | Jugoslavia       | Bulgaria         | 55–46       | Francia            |
| 1963 | Breslavia                                    | Unione Sovietica | 60–53       | Polonia          | Jugoslavia       | 89–61       | Ungheria           |
| 1965 | Mosca                                        | Unione Sovietica | 58–49       | Jugoslavia       | Polonia          | 86–70       | Italia             |
| 1967 | Helsinki                                     | Unione Sovietica | 89–77       | Cecoslovacchia   | Polonia          | 80–76       | Bulgaria           |
| 1969 | Napoli                                       | Unione Sovietica | 81–72       | Jugoslavia       | Cecoslovacchia   | 77–75       | Polonia            |
| 1971 | Essen                                        | Unione Sovietica | 69–64       | Jugoslavia       | Italia           | 85–67       | Polonia            |
| 1973 | Barcellona                                   | Jugoslavia       | 78–67       | Spagna           | Unione Sovietica | 90–58       | Cecoslovacchia     |
| 1975 | Belgrado                                     | Jugoslavia       | No playoffs | Unione Sovietica | Italia           | No playoffs | Spagna             |
| 1977 | Liegi                                        | Jugoslavia       | 74–61       | Unione Sovietica | Cecoslovacchia   | 91–81       | Italia             |
| 1979 | Torino                                       | Unione Sovietica | 98–76       | Israele          | Jugoslavia       | 99–92       | Cecoslovacchia     |
| 1981 | Praga                                        | Unione Sovietica | 84–76       | Jugoslavia       | Cecoslovacchia   | 101–90      | Spagna             |
| 1983 | Nantes                                       | Italia           | 105–96      | Spagna           | Unione Sovietica | 105–70      | Paesi Bassi        |
| 1985 | Stoccarda                                    | Unione Sovietica | 120–89      | Cecoslovacchia   | Italia           | 102–90      | Spagna             |
| 1987 | Il Pireo                                     | Grecia           | 103–101 dts | Unione Sovietica | Jugoslavia       | 98–87       | Spagna             |
| 1989 | Zagabria                                     | Jugoslavia       | 98–77       | Grecia           | Unione Sovietica | 104–76      | Italia             |
| 1991 | Roma                                         | Jugoslavia       | 88–73       | Italia           | Spagna           | 101–83      | Francia            |
| 1993 | Monaco di Baviera                            | Germania         | 71–70       | Russia           | Croazia          | 99–59       | Grecia             |
| 1995 | Atene                                        | Jugoslavia       | 96–90       | Lituania         | Croazia          | 73–68       | Grecia             |
| 1997 | Barcellona                                   | Jugoslavia       | 61–49       | Italia           | Russia           | 97–77       | Grecia             |
| 1999 | Parigi                                       | Italia           | 64–56       | Spagna           | Jugoslavia       | 74–62       | Francia            |
| 2001 | Istanbul                                     | Jugoslavia       | 78–69       | Turchia          | Spagna           | 99–90       | Germania           |
| 2003 | Stoccolma                                    | Lituania         | 93–84       | Spagna           | Italia           | 69–67       | Francia            |
| 2005 | Belgrado                                     | Grecia           | 78–62       | Germania         | Francia          | 98–68       | Spagna             |
| 2007 | Madrid                                       | Russia           | 60–59       | Spagna           | Lituania         | 78–69       | Grecia             |
| 2009 | Katowice                                     | Spagna           | 85–63       | Serbia           | Grecia           | 57–56       | Slovenia           |
| 2011 | Kaunas                                       | Spagna           | 98–85       | Francia          | Russia           | 72–68       | Macedonia del Nord |
| 2013 | Lubiana                                      | Francia          | 80–66       | Lituania         | Spagna           | 92–66       | Croazia            |
| 2015 | (Lilla/Montpellier)/ Zagabria/ Berlino/ Riga | Spagna           | 80–63       | Lituania         | Francia          | 81–68       | Serbia             |
| 2017 | Istanbul/ Helsinki/ Tel Aviv/ Cluj-Napoca    | Slovenia         | 93-85       | Serbia           | Spagna           | 93–85       | Russia             |
| 2022 | (Berlino/Colonia)/ Praga/ Tbilisi/ Milano    | Spagna           | 88-76       | Francia          | Germania         | 82–69       | Polonia            |
| 2025 | Riga/ Limassol/ Tampere/ Katowice            |                  |             |                  |                  |             |                    |

## Statistiche

### Medagliere per nazioni
Dati aggiornati all'edizione 2022 come riporta il sito fiba.com
| Posiz. | Nazione          | Oro | Argento | Bronzo | Totale |
| ------ | ---------------- | --- | ------- | ------ | ------ |
| 1°     | Unione Sovietica | 14  | 3       | 4      | 21     |
| 2°     | / Jugoslavia     | 8   | 5       | 4      | 17     |
| 3°     | Spagna           | 4   | 6       | 4      | 14     |
| 4°     | Lituania         | 3   | 3       | 1      | 7      |
| 5°     | Italia           | 2   | 4       | 4      | 10     |
| 6°     | Grecia           | 2   | 1       | 2      | 5      |
| 7°     | Cecoslovacchia   | 1   | 6       | 5      | 12     |
| 8°     | Francia          | 1   | 3       | 6      | 10     |
| 9°     | Russia           | 1   | 1       | 2      | 4      |
| 10°    | Ungheria         | 1   | 1       | 1      | 3      |
| 10°    | Germania         | 1   | 1       | 1      | 3      |
| 12°    | Lettonia         | 1   | 1       | 0      | 2      |
| 13°    | Egitto           | 1   | 0       | 1      | 2      |
| 14°    | Slovenia         | 1   | 0       | 0      | 1      |
| 15°    | Serbia           | 0   | 2       | 0      | 2      |
| 16°    | Polonia          | 0   | 1       | 3      | 4      |
| 17°    | Bulgaria         | 0   | 1       | 1      | 2      |
| 18°    | Israele          | 0   | 1       | 0      | 1      |
| 18°    | Turchia          | 0   | 1       | 0      | 1      |
| 20°    | Croazia          | 0   | 0       | 2      | 2      |

- in corsivo le nazionali scomparse

### Dettagli sui piazzamenti
| Nazionale                       | 1935                    | 1937                    | 1939                    | 1946                    | 1947                    | 1949                    | 1951                    | 1953                    | 1955                    | 1957                    | 1959                    | 1961                    | 1963                    | 1965                    | 1967                    | 1969                    | 1971                    | 1973                    | 1975                    | 1977                    |
| Albania                         | -                       | -                       | -                       | -                       | 14º                     | -                       | -                       | -                       | -                       | 16º                     | -                       | -                       | -                       | -                       | -                       | -                       | -                       | -                       | -                       | -                       |
| Austria                         | -                       | -                       | -                       | -                       | 12º                     | -                       | 11º                     | -                       | 13º                     | 14º                     | 16º                     | -                       | -                       | -                       | -                       | -                       | -                       | -                       | -                       | 12º                     |
| Belgio                          | 6º                      | -                       | -                       | 7º                      | 4º                      | -                       | 7º                      | 10º                     | -                       | 12º                     | 7º                      | 8º                      | 8º                      | -                       | 15º                     | -                       | -                       | -                       | -                       | 8º                      |
| Bosnia ed Erzegovina            | Vedere Jugoslavia       | Vedere Jugoslavia       | Vedere Jugoslavia       | Vedere Jugoslavia       | Vedere Jugoslavia       | Vedere Jugoslavia       | Vedere Jugoslavia       | Vedere Jugoslavia       | Vedere Jugoslavia       | Vedere Jugoslavia       | Vedere Jugoslavia       | Vedere Jugoslavia       | Vedere Jugoslavia       | Vedere Jugoslavia       | Vedere Jugoslavia       | Vedere Jugoslavia       | Vedere Jugoslavia       | Vedere Jugoslavia       | Vedere Jugoslavia       | Vedere Jugoslavia       |
| Bulgaria                        | 8º                      | -                       | -                       | -                       | 8º                      | -                       | 4º                      | 9º                      | 4º                      | 2º                      | 5º                      | 3º                      | 5º                      | 5º                      | 4º                      | 7º                      | 6º                      | 6º                      | 5º                      | 6º                      |
| Cecoslovacchia                  | 3º                      | 7º                      | -                       | 1º                      | 2º                      | -                       | 2º                      | 4º                      | 2º                      | 3º                      | 2º                      | 5º                      | 10º                     | 7º                      | 2º                      | 3º                      | 5º                      | 4º                      | 6º                      | 3º                      |
| Croazia                         | Vedere Jugoslavia       | Vedere Jugoslavia       | Vedere Jugoslavia       | Vedere Jugoslavia       | Vedere Jugoslavia       | Vedere Jugoslavia       | Vedere Jugoslavia       | Vedere Jugoslavia       | Vedere Jugoslavia       | Vedere Jugoslavia       | Vedere Jugoslavia       | Vedere Jugoslavia       | Vedere Jugoslavia       | Vedere Jugoslavia       | Vedere Jugoslavia       | Vedere Jugoslavia       | Vedere Jugoslavia       | Vedere Jugoslavia       | Vedere Jugoslavia       | Vedere Jugoslavia       |
| Cipro                           | -                       | -                       | -                       | -                       | -                       | -                       | -                       | -                       | -                       | -                       | -                       | -                       | -                       | -                       | -                       | -                       | -                       | -                       | -                       | -                       |
| Danimarca                       | -                       | -                       | -                       | -                       | -                       | -                       | 14º                     | 16º                     | 18º                     | -                       | -                       | -                       | -                       | -                       | -                       | -                       | -                       | -                       | -                       | -                       |
| Egitto                          | -                       | 8º                      | -                       | -                       | 3º                      | 1º                      | -                       | 8º                      | -                       | -                       | -                       | -                       | -                       | -                       | -                       | -                       | -                       | -                       | -                       | -                       |
| Estonia                         | -                       | 5º                      | 5º                      | Vedere Unione Sovietica | Vedere Unione Sovietica | Vedere Unione Sovietica | Vedere Unione Sovietica | Vedere Unione Sovietica | Vedere Unione Sovietica | Vedere Unione Sovietica | Vedere Unione Sovietica | Vedere Unione Sovietica | Vedere Unione Sovietica | Vedere Unione Sovietica | Vedere Unione Sovietica | Vedere Unione Sovietica | Vedere Unione Sovietica | Vedere Unione Sovietica | Vedere Unione Sovietica | Vedere Unione Sovietica |
| Finlandia                       | -                       | -                       | 8º                      | -                       | -                       | -                       | 9º                      | 12º                     | 10º                     | 11º                     | 13º                     | 14º                     | 14º                     | 12º                     | 6º                      | -                       | -                       | -                       | -                       | 10º                     |
| Francia                         | 5º                      | 3º                      | 4º                      | 4º                      | 5º                      | 2º                      | 3º                      | 3º                      | 9º                      | 8º                      | 3º                      | 4º                      | 13º                     | 9º                      | 11º                     | -                       | 10º                     | 10º                     | -                       | 11º                     |
| Georgia                         | Vedere Unione Sovietica | Vedere Unione Sovietica | Vedere Unione Sovietica | Vedere Unione Sovietica | Vedere Unione Sovietica | Vedere Unione Sovietica | Vedere Unione Sovietica | Vedere Unione Sovietica | Vedere Unione Sovietica | Vedere Unione Sovietica | Vedere Unione Sovietica | Vedere Unione Sovietica | Vedere Unione Sovietica | Vedere Unione Sovietica | Vedere Unione Sovietica | Vedere Unione Sovietica | Vedere Unione Sovietica | Vedere Unione Sovietica | Vedere Unione Sovietica | Vedere Unione Sovietica |
| Germania                        | -                       | -                       | -                       | -                       | -                       | -                       | 12º                     | 14º                     | 17º                     | 13º                     | -                       | 16º                     | -                       | 14º                     | -                       | -                       | 9º                      | -                       | -                       | -                       |
| Germania Est                    | Vedere Germania         | Vedere Germania         | Vedere Germania         | Vedere Germania         | Vedere Germania         | Vedere Germania         | -                       | -                       | -                       | -                       | 14º                     | 12º                     | 6º                      | 10º                     | 14º                     | -                       | -                       | -                       | -                       | -                       |
| Grecia                          | -                       | -                       | -                       | -                       | -                       | 3º                      | 8º                      | -                       | -                       | -                       | -                       | 17º                     | -                       | 8º                      | 12º                     | 10º                     | -                       | 11º                     | 12º                     | -                       |
| Inghilterra                     | -                       | -                       | -                       | 10º                     | -                       | -                       | -                       | -                       | 12º                     | -                       | -                       | 19º                     | -                       | -                       | -                       | -                       | -                       | -                       | -                       | -                       |
| Iran                            | -                       | -                       | -                       | -                       | -                       | -                       | -                       | -                       | -                       | -                       | 17º                     | -                       | -                       | -                       | -                       | -                       | -                       | -                       | -                       | -                       |
| Islanda                         | -                       | -                       | -                       | -                       | -                       | -                       | -                       | -                       | -                       | -                       | -                       | -                       | -                       | -                       | -                       | -                       | -                       | -                       | -                       | -                       |
| Israele                         | X                       | X                       | X                       | -                       | -                       | -                       | -                       | 5º                      | -                       | -                       | 11º                     | 11º                     | 9º                      | 6º                      | 8º                      | 11º                     | 11º                     | 7º                      | 7º                      | 5º                      |
| Italia                          | 7º                      | 2º                      | 6º                      | 2º                      | 9º                      | -                       | 5º                      | 7º                      | 6º                      | 10º                     | 10º                     | -                       | 12º                     | 4º                      | 7º                      | 6º                      | 3º                      | 5º                      | 3º                      | 4º                      |
| Jugoslavia/ Serbia e Montenegro | -                       | -                       | -                       | -                       | 13º                     | -                       | -                       | 6º                      | 8º                      | 6º                      | 9º                      | 2º                      | 3º                      | 2º                      | 9º                      | 2º                      | 2º                      | 1º                      | 1º                      | 1º                      |
| Lettonia                        | 1º                      | 6º                      | 2º                      | Vedere Unione Sovietica | Vedere Unione Sovietica | Vedere Unione Sovietica | Vedere Unione Sovietica | Vedere Unione Sovietica | Vedere Unione Sovietica | Vedere Unione Sovietica | Vedere Unione Sovietica | Vedere Unione Sovietica | Vedere Unione Sovietica | Vedere Unione Sovietica | Vedere Unione Sovietica | Vedere Unione Sovietica | Vedere Unione Sovietica | Vedere Unione Sovietica | Vedere Unione Sovietica | Vedere Unione Sovietica |
| Libano                          | -                       | -                       | -                       | -                       | -                       | 7º                      | -                       | 15º                     | -                       | -                       | -                       | -                       | -                       | -                       | -                       | -                       | -                       | -                       | -                       | -                       |
| Lituania                        | -                       | 1º                      | 1º                      | Vedere Unione Sovietica | Vedere Unione Sovietica | Vedere Unione Sovietica | Vedere Unione Sovietica | Vedere Unione Sovietica | Vedere Unione Sovietica | Vedere Unione Sovietica | Vedere Unione Sovietica | Vedere Unione Sovietica | Vedere Unione Sovietica | Vedere Unione Sovietica | Vedere Unione Sovietica | Vedere Unione Sovietica | Vedere Unione Sovietica | Vedere Unione Sovietica | Vedere Unione Sovietica | Vedere Unione Sovietica |
| Lussemburgo                     | -                       | -                       | -                       | 8º                      | -                       | -                       | 17º                     | -                       | 15º                     | -                       | -                       | -                       | -                       | -                       | -                       | -                       | -                       | -                       | -                       | -                       |
| Macedonia del Nord              | Vedere Jugoslavia       | Vedere Jugoslavia       | Vedere Jugoslavia       | Vedere Jugoslavia       | Vedere Jugoslavia       | Vedere Jugoslavia       | Vedere Jugoslavia       | Vedere Jugoslavia       | Vedere Jugoslavia       | Vedere Jugoslavia       | Vedere Jugoslavia       | Vedere Jugoslavia       | Vedere Jugoslavia       | Vedere Jugoslavia       | Vedere Jugoslavia       | Vedere Jugoslavia       | Vedere Jugoslavia       | Vedere Jugoslavia       | Vedere Jugoslavia       | Vedere Jugoslavia       |
| Montenegro                      | Vedere Jugoslavia       | Vedere Jugoslavia       | Vedere Jugoslavia       | Vedere Jugoslavia       | Vedere Jugoslavia       | Vedere Jugoslavia       | Vedere Jugoslavia       | Vedere Jugoslavia       | Vedere Jugoslavia       | Vedere Jugoslavia       | Vedere Jugoslavia       | Vedere Jugoslavia       | Vedere Jugoslavia       | Vedere Jugoslavia       | Vedere Jugoslavia       | Vedere Jugoslavia       | Vedere Jugoslavia       | Vedere Jugoslavia       | Vedere Jugoslavia       | Vedere Jugoslavia       |
| Paesi Bassi                     | -                       | -                       | -                       | 6º                      | 11º                     | 5º                      | 10º                     | -                       | -                       | -                       | -                       | 15º                     | 16º                     | -                       | 16º                     | -                       | -                       | -                       | 10º                     | 7º                      |
| Polonia                         | -                       | 4º                      | 3º                      | 9º                      | 6º                      | -                       | -                       | -                       | 5º                      | 7º                      | 6º                      | 9º                      | 2º                      | 3º                      | 3º                      | 4º                      | 4º                      | 12º                     | 8º                      | -                       |
| Portogallo                      | -                       | -                       | -                       | -                       | -                       | -                       | 15º                     | -                       | -                       | -                       | -                       | -                       | -                       | -                       | -                       | -                       | -                       | -                       | -                       | -                       |
| Gran Bretagna                   | -                       | -                       | -                       | -                       | -                       | -                       | -                       | -                       | -                       | -                       | -                       | -                       | -                       | -                       | -                       | -                       | -                       | -                       | -                       | -                       |
| Rep. Ceca                       | Vedere Cecoslovacchia   | Vedere Cecoslovacchia   | Vedere Cecoslovacchia   | Vedere Cecoslovacchia   | Vedere Cecoslovacchia   | Vedere Cecoslovacchia   | Vedere Cecoslovacchia   | Vedere Cecoslovacchia   | Vedere Cecoslovacchia   | Vedere Cecoslovacchia   | Vedere Cecoslovacchia   | Vedere Cecoslovacchia   | Vedere Cecoslovacchia   | Vedere Cecoslovacchia   | Vedere Cecoslovacchia   | Vedere Cecoslovacchia   | Vedere Cecoslovacchia   | Vedere Cecoslovacchia   | Vedere Cecoslovacchia   | Vedere Cecoslovacchia   |
| Romania                         | 10º                     | -                       | -                       | -                       | 10º                     | -                       | 18º                     | 13º                     | 7º                      | 5º                      | 8º                      | 7º                      | 11º                     | 13º                     | 5º                      | 9º                      | 8º                      | 9º                      | 11º                     | -                       |
| Russia                          | Vedere Unione Sovietica | Vedere Unione Sovietica | Vedere Unione Sovietica | Vedere Unione Sovietica | Vedere Unione Sovietica | Vedere Unione Sovietica | Vedere Unione Sovietica | Vedere Unione Sovietica | Vedere Unione Sovietica | Vedere Unione Sovietica | Vedere Unione Sovietica | Vedere Unione Sovietica | Vedere Unione Sovietica | Vedere Unione Sovietica | Vedere Unione Sovietica | Vedere Unione Sovietica | Vedere Unione Sovietica | Vedere Unione Sovietica | Vedere Unione Sovietica | Vedere Unione Sovietica |
| Scozia                          | -                       | -                       | -                       | -                       | -                       | -                       | 16º                     | -                       | -                       | 15º                     | -                       | -                       | -                       | -                       | -                       | -                       | -                       | -                       | -                       | -                       |
| Serbia                          | Vedere Jugoslavia       | Vedere Jugoslavia       | Vedere Jugoslavia       | Vedere Jugoslavia       | Vedere Jugoslavia       | Vedere Jugoslavia       | Vedere Jugoslavia       | Vedere Jugoslavia       | Vedere Jugoslavia       | Vedere Jugoslavia       | Vedere Jugoslavia       | Vedere Jugoslavia       | Vedere Jugoslavia       | Vedere Jugoslavia       | Vedere Jugoslavia       | Vedere Jugoslavia       | Vedere Jugoslavia       | Vedere Jugoslavia       | Vedere Jugoslavia       | Vedere Jugoslavia       |
| Siria                           | -                       | -                       | -                       | -                       | -                       | 6º                      | -                       | -                       | -                       | -                       | -                       | -                       | -                       | -                       | -                       | -                       | -                       | -                       | -                       | -                       |
| Slovenia                        | Vedere Jugoslavia       | Vedere Jugoslavia       | Vedere Jugoslavia       | Vedere Jugoslavia       | Vedere Jugoslavia       | Vedere Jugoslavia       | Vedere Jugoslavia       | Vedere Jugoslavia       | Vedere Jugoslavia       | Vedere Jugoslavia       | Vedere Jugoslavia       | Vedere Jugoslavia       | Vedere Jugoslavia       | Vedere Jugoslavia       | Vedere Jugoslavia       | Vedere Jugoslavia       | Vedere Jugoslavia       | Vedere Jugoslavia       | Vedere Jugoslavia       | Vedere Jugoslavia       |
| Spagna                          | 2º                      | -                       | -                       | -                       | -                       | -                       | -                       | -                       | -                       | -                       | 15º                     | 13º                     | 7º                      | 11º                     | 10º                     | 5º                      | 7º                      | 2º                      | 4º                      | 9º                      |
| Svezia                          | -                       | -                       | -                       | -                       | -                       | -                       | -                       | 17º                     | 16º                     | -                       | -                       | 18º                     | -                       | 16º                     | -                       | 12º                     | -                       | -                       | -                       | -                       |
| Svizzera                        | 4º                      | -                       | -                       | 5º                      | -                       | -                       | 13º                     | 11º                     | 14º                     | -                       | -                       | -                       | -                       | -                       | -                       | -                       | -                       | -                       | -                       | -                       |
| Turchia                         | -                       | -                       | -                       | -                       | -                       | 4º                      | 6º                      | -                       | 11º                     | 9º                      | 12º                     | 10º                     | 15º                     | -                       | -                       | -                       | 12º                     | 8º                      | 9º                      | -                       |
| Ucraina                         | Vedere Unione Sovietica | Vedere Unione Sovietica | Vedere Unione Sovietica | Vedere Unione Sovietica | Vedere Unione Sovietica | Vedere Unione Sovietica | Vedere Unione Sovietica | Vedere Unione Sovietica | Vedere Unione Sovietica | Vedere Unione Sovietica | Vedere Unione Sovietica | Vedere Unione Sovietica | Vedere Unione Sovietica | Vedere Unione Sovietica | Vedere Unione Sovietica | Vedere Unione Sovietica | Vedere Unione Sovietica | Vedere Unione Sovietica | Vedere Unione Sovietica | Vedere Unione Sovietica |
| Ungheria                        | 9º                      | -                       | 7º                      | 3º                      | 7º                      | -                       | -                       | 2º                      | 1º                      | 4º                      | 4º                      | 6º                      | 4º                      | 15º                     | 13º                     | 8º                      | -                       | -                       | -                       | -                       |
| Unione Sovietica                | -                       | -                       | -                       | -                       | 1º                      | -                       | 1º                      | 1º                      | 3º                      | 1º                      | 1º                      | 1º                      | 1º                      | 1º                      | 1º                      | 1º                      | 1º                      | 3º                      | 2º                      | 2º                      |

| Nazionale                       | 1979                                    | 1981                                    | 1983                                    | 1985                                    | 1987                                    | 1989                                    | 1991                                    | 1993                                    | 1995                                    | 1997                                    | 1999                                    | 2001                                    | 2003                                    | 2005                                    | 2007 | 2009 | 2011 | 2013 | / 2015 | / 2017 | / 2022 | / 2025 | Totale |
| Albania                         | -                                       | -                                       | -                                       | -                                       | -                                       | -                                       | -                                       | -                                       | -                                       | -                                       | -                                       | -                                       | -                                       | -                                       | -    | -    | -    | -    | -      | -      | -      | -      | 2      |
| Austria                         | -                                       | -                                       | -                                       | -                                       | -                                       | -                                       | -                                       | -                                       | -                                       | -                                       | -                                       | -                                       | -                                       | -                                       | -    | -    | -    | -    | -      | -      | -      | -      | 6      |
| Belgio                          | 12º                                     | -                                       | -                                       | -                                       | -                                       | -                                       | -                                       | 12º                                     | -                                       | -                                       | -                                       | -                                       | -                                       | -                                       | -    | -    | 21º  | 9º   | 9º     | 17º    | 14º    |        | 18     |
| Bosnia ed Erzegovina            | Vedere Jugoslavia                       | Vedere Jugoslavia                       | Vedere Jugoslavia                       | Vedere Jugoslavia                       | Vedere Jugoslavia                       | Vedere Jugoslavia                       | Vedere Jugoslavia                       | 8º                                      | -                                       | 15º                                     | 15º                                     | 13º                                     | 15º                                     | 13º                                     | -    | -    | 13º  | 13º  | 21º    | -      | 18º    |        | 10     |
| Bulgaria                        | 11º                                     | -                                       | -                                       | 8º                                      | -                                       | 7º                                      | 8º                                      | 14º                                     | -                                       | -                                       | -                                       | -                                       | -                                       | 13º                                     | -    | 13º  | 13º  | -    |        | -      | 20º    |        | 25     |
| Cecoslovacchia                  | 4º                                      | 3º                                      | 10º                                     | 2º                                      | 8º                                      | -                                       | 6º                                      | X                                       | X                                       | X                                       | X                                       | X                                       | X                                       | X                                       | X    | X    | X    | X    | X      | X      | X      | X      | 24     |
| Croazia                         | Vedere Jugoslavia                       | Vedere Jugoslavia                       | Vedere Jugoslavia                       | Vedere Jugoslavia                       | Vedere Jugoslavia                       | Vedere Jugoslavia                       | Vedere Jugoslavia                       | 3º                                      | 3º                                      | 11º                                     | 11º                                     | 7º                                      | 11º                                     | 7º                                      | 6º   | 6º   | 13º  | 4º   | 9º     | 9º     | 12º    |        | 14     |
| Cipro                           | -                                       | -                                       | -                                       | -                                       | -                                       | -                                       | -                                       | -                                       | -                                       | -                                       | -                                       | -                                       | -                                       | -                                       | -    | -    | -    | -    | -      | -      | -      | Q      | 1      |
| Danimarca                       | -                                       | -                                       | -                                       | -                                       | -                                       | -                                       | -                                       | -                                       | -                                       | -                                       | -                                       | -                                       | -                                       | -                                       | -    | -    | -    | -    | -      | -      | -      |        | 3      |
| Egitto                          | -                                       | -                                       | -                                       | -                                       | -                                       | -                                       | -                                       | -                                       | -                                       | -                                       | -                                       | -                                       | -                                       | -                                       | -    | -    | -    | -    | -      | -      | -      | -      | 4      |
| Estonia                         | Vedere Unione Sovietica                 | Vedere Unione Sovietica                 | Vedere Unione Sovietica                 | Vedere Unione Sovietica                 | Vedere Unione Sovietica                 | Vedere Unione Sovietica                 | Vedere Unione Sovietica                 | 6º                                      | -                                       | -                                       | -                                       | 14º                                     | -                                       | -                                       | -    | -    | -    | -    | 17º    | -      | 19º    |        | 6      |
| Finlandia                       | -                                       | -                                       | -                                       | -                                       | -                                       | -                                       | -                                       | -                                       | 14º                                     | -                                       | -                                       | -                                       | -                                       | -                                       | -    | -    | 9º   | 9º   | 9º     | 9º     | 7º     | Q      | 18     |
| Francia                         | 8º                                      | 8º                                      | 5º                                      | 6º                                      | 9º                                      | 6º                                      | 4º                                      | 7º                                      | 8º                                      | 10º                                     | 4º                                      | 6º                                      | 4º                                      | 3º                                      | 8º   | 5º   | 2º   | 1º   | 3º     | 9º     | 2º     |        | 39     |
| Georgia                         | Vedere Unione Sovietica                 | Vedere Unione Sovietica                 | Vedere Unione Sovietica                 | Vedere Unione Sovietica                 | Vedere Unione Sovietica                 | Vedere Unione Sovietica                 | Vedere Unione Sovietica                 | -                                       | -                                       | -                                       | -                                       | -                                       | -                                       | -                                       | -    | -    | 11º  | 17º  | 9º     | 17º    | 21º    |        | 5      |
| Germania                        | -                                       | 10º                                     | 8º                                      | 5º                                      | 6º                                      | -                                       | -                                       | 1º                                      | 10º                                     | 12º                                     | 7º                                      | 4º                                      | 9º                                      | 2º                                      | 5º   | 11º  | 9º   | 17º  | 17º    | 5º     | 3º     |        | 25     |
| Germania Est                    | -                                       | -                                       | -                                       | -                                       | -                                       | -                                       | -                                       | X                                       | X                                       | X                                       | X                                       | X                                       | X                                       | X                                       | X    | X    | X    | X    | X      | X      | X      | X      | 5      |
| Grecia                          | 9º                                      | 9º                                      | 11º                                     | -                                       | 1º                                      | 2º                                      | 5º                                      | 4º                                      | 4º                                      | 4º                                      | 16º                                     | 9º                                      | 5º                                      | 1º                                      | 4º   | 3º   | 6º   | 11º  | 5º     | 5º     | 5º     |        | 28     |
| Inghilterra                     | -                                       | 12º                                     | -                                       | -                                       | -                                       | -                                       | -                                       | -                                       | -                                       | -                                       | -                                       | -                                       | -                                       | -                                       | -    | -    | -    | -    | -      | -      | -      | -      | 4      |
| Iran                            | -                                       | -                                       | -                                       | -                                       | -                                       | -                                       | -                                       | -                                       | -                                       | -                                       | -                                       | -                                       | -                                       | -                                       | -    | -    | -    | -    | -      | -      | -      | -      | 1      |
| Islanda                         | -                                       | -                                       | -                                       | -                                       | -                                       | -                                       | -                                       | -                                       | -                                       | -                                       | -                                       | -                                       | -                                       | -                                       | -    | -    | -    | -    | 21º    | 21º    | -      |        | 2      |
| Israele                         | 2º                                      | 6º                                      | 6º                                      | 9º                                      | 11º                                     | -                                       | -                                       | 15º                                     | 9º                                      | 9º                                      | 9º                                      | 10º                                     | 7º                                      | 9º                                      | 11º  | 13º  | 13º  | 21º  | 9º     | 21º    | 17º    |        | 30     |
| Italia                          | 5º                                      | 5º                                      | 1º                                      | 3º                                      | 5º                                      | 4º                                      | 2º                                      | 9º                                      | 5º                                      | 2º                                      | 1º                                      | 11º                                     | 3º                                      | 9º                                      | 9º   | -    | 17º  | 8º   | 5º     | 5º     | 8º     |        | 38     |
| Jugoslavia/ Serbia e Montenegro | 3º                                      | 2º                                      | 7º                                      | 7º                                      | 3º                                      | 1º                                      | 1º                                      | -                                       | 1º                                      | 1º                                      | 3º                                      | 1º                                      | 6º                                      | 9º                                      | X    | X    | X    | X    | X      | X      | X      | X      | 27     |
| Lettonia                        | -                                       | -                                       | -                                       | -                                       | -                                       | -                                       | -                                       | 10º                                     | -                                       | 16º                                     | -                                       | 8º                                      | 13º                                     | 13º                                     | 13º  | 13º  | 21º  | 11º  | 8º     | 5º     | -      | Q      | 15     |
| Libano                          | -                                       | -                                       | -                                       | -                                       | -                                       | -                                       | -                                       | -                                       | -                                       | -                                       | -                                       | -                                       | -                                       | -                                       | -    | -    | -    | -    | -      | -      | -      | -      | 2      |
| Lituania                        | Vedere Unione Sovietica                 | Vedere Unione Sovietica                 | Vedere Unione Sovietica                 | Vedere Unione Sovietica                 | Vedere Unione Sovietica                 | Vedere Unione Sovietica                 | Vedere Unione Sovietica                 | -                                       | 2º                                      | 6º                                      | 5º                                      | 12º                                     | 1º                                      | 5º                                      | 3º   | 11º  | 5º   | 2º   | 2º     | 9º     | 15º    |        | 15     |
| Lussemburgo                     | -                                       | -                                       | -                                       | -                                       | -                                       | -                                       | -                                       | -                                       | -                                       | -                                       | -                                       | -                                       | -                                       | -                                       | -    | -    | -    | -    | -      | -      | -      | -      | 3      |
| Macedonia del Nord              | Vedere Jugoslavia                       | Vedere Jugoslavia                       | Vedere Jugoslavia                       | Vedere Jugoslavia                       | Vedere Jugoslavia                       | Vedere Jugoslavia                       | Vedere Jugoslavia                       | -                                       | -                                       | -                                       | 13º                                     | -                                       | -                                       | -                                       | -    | 9º   | 4º   | 21º  | -      | -      | -      |        | 4      |
| Montenegro                      | Vedere Jugoslavia - Serbia e Montenegro | Vedere Jugoslavia - Serbia e Montenegro | Vedere Jugoslavia - Serbia e Montenegro | Vedere Jugoslavia - Serbia e Montenegro | Vedere Jugoslavia - Serbia e Montenegro | Vedere Jugoslavia - Serbia e Montenegro | Vedere Jugoslavia - Serbia e Montenegro | Vedere Jugoslavia - Serbia e Montenegro | Vedere Jugoslavia - Serbia e Montenegro | Vedere Jugoslavia - Serbia e Montenegro | Vedere Jugoslavia - Serbia e Montenegro | Vedere Jugoslavia - Serbia e Montenegro | Vedere Jugoslavia - Serbia e Montenegro | Vedere Jugoslavia - Serbia e Montenegro | -    | -    | 21º  | 17º  | 17º    | 9º     | 13º    |        | 4      |
| Paesi Bassi                     | 10º                                     | -                                       | 4º                                      | 12º                                     | 10º                                     | 8º                                      | -                                       | -                                       | -                                       | -                                       | -                                       | -                                       | -                                       | -                                       | -    | -    | -    | -    | 21º    | -      | 22º    |        | 16     |
| Polonia                         | 7º                                      | 7º                                      | 9º                                      | 11º                                     | 7º                                      | -                                       | 7º                                      | -                                       | -                                       | 7º                                      | -                                       | -                                       | -                                       | -                                       | 13º  | 9º   | 17º  | 21º  | 9º     | 17º    | 4º     | Q      | 30     |
| Portogallo                      | -                                       | -                                       | -                                       | -                                       | -                                       | -                                       | -                                       | -                                       | -                                       | -                                       | -                                       | -                                       | -                                       | -                                       | 9º   | -    | 21º  | -    | -      | -      | -      |        | 3      |
| Gran Bretagna                   | -                                       | -                                       | -                                       | -                                       | -                                       | -                                       | -                                       | -                                       | -                                       | -                                       | -                                       | -                                       | -                                       | -                                       | -    | 13º  | 13º  | 13º  | -      | 21º    | 24º    |        | 5      |
| Rep. Ceca                       | Vedere Cecoslovacchia                   | Vedere Cecoslovacchia                   | Vedere Cecoslovacchia                   | Vedere Cecoslovacchia                   | Vedere Cecoslovacchia                   | Vedere Cecoslovacchia                   | Vedere Cecoslovacchia                   | -                                       | -                                       | 12º                                     | -                                       | -                                       | -                                       | 13º                                     | -    | -    | 13º  | 7º   | -      | 17º    | 16º    |        | 6      |
| Romania                         | -                                       | -                                       | -                                       | 10º                                     | 12º                                     | -                                       | -                                       | -                                       | -                                       | -                                       | -                                       | -                                       | -                                       | -                                       | -    | -    | -    | -    | -      | 21º    | -      |        | 18     |
| Russia                          | Vedere Unione Sovietica                 | Vedere Unione Sovietica                 | Vedere Unione Sovietica                 | Vedere Unione Sovietica                 | Vedere Unione Sovietica                 | Vedere Unione Sovietica                 | Vedere Unione Sovietica                 | 2º                                      | 7º                                      | 3º                                      | 6º                                      | 5º                                      | 8º                                      | 8º                                      | 1º   | 7º   | 3º   | 21º  | 17º    | 4º     | -      | -      | 14     |
| Scozia                          | -                                       | -                                       | -                                       | -                                       | -                                       | -                                       | -                                       | -                                       | -                                       | -                                       | -                                       | -                                       | -                                       | -                                       | -    | -    | -    | -    | -      | -      | -      | -      | 2      |
| Serbia                          | Vedere Jugoslavia - Serbia e Montenegro | Vedere Jugoslavia - Serbia e Montenegro | Vedere Jugoslavia - Serbia e Montenegro | Vedere Jugoslavia - Serbia e Montenegro | Vedere Jugoslavia - Serbia e Montenegro | Vedere Jugoslavia - Serbia e Montenegro | Vedere Jugoslavia - Serbia e Montenegro | Vedere Jugoslavia - Serbia e Montenegro | Vedere Jugoslavia - Serbia e Montenegro | Vedere Jugoslavia - Serbia e Montenegro | Vedere Jugoslavia - Serbia e Montenegro | Vedere Jugoslavia - Serbia e Montenegro | Vedere Jugoslavia - Serbia e Montenegro | Vedere Jugoslavia - Serbia e Montenegro | 13º  | 2º   | 8º   | 7º   | 4º     | 2º     | 9º     |        | 7      |
| Siria                           | -                                       | -                                       | -                                       | -                                       | -                                       | -                                       | -                                       | -                                       | -                                       | -                                       | -                                       | -                                       | -                                       | -                                       | -    | -    | -    | -    | -      | -      | -      | -      | 1      |
| Slovenia                        | Vedere Jugoslavia                       | Vedere Jugoslavia                       | Vedere Jugoslavia                       | Vedere Jugoslavia                       | Vedere Jugoslavia                       | Vedere Jugoslavia                       | Vedere Jugoslavia                       | 16º                                     | 12º                                     | 14º                                     | 10º                                     | 15º                                     | 10º                                     | 6º                                      | 7º   | 4º   | 7º   | 5º   | 9º     | 1º     | 6º     |        | 14     |
| Spagna                          | 6º                                      | 4º                                      | 2º                                      | 4º                                      | 4º                                      | 5º                                      | 3º                                      | 5º                                      | 6º                                      | 5º                                      | 2º                                      | 3º                                      | 2º                                      | 4º                                      | 2º   | 1º   | 1º   | 3º   | 1º     | 3º     | 1º     |        | 32     |
| Svezia                          | -                                       | -                                       | 12º                                     | -                                       | -                                       | -                                       | -                                       | 13º                                     | 11º                                     | -                                       | -                                       | -                                       | 16º                                     | -                                       | -    | -    | -    | 13º  | -      | -      | -      |        | 10     |
| Svizzera                        | -                                       | -                                       | -                                       | -                                       | -                                       | -                                       | -                                       | -                                       | -                                       | -                                       | -                                       | -                                       | -                                       | -                                       | -    | -    | -    | -    | -      | -      | -      | -      | 5      |
| Turchia                         | -                                       | 11º                                     | -                                       | -                                       | -                                       | -                                       | -                                       | 11º                                     | 13º                                     | 8º                                      | 8º                                      | 2º                                      | 12º                                     | 9º                                      | 11º  | 8º   | 11º  | 17º  | 9º     | 9º     | 10º    |        | 25     |
| Ucraina                         | Vedere Unione Sovietica                 | Vedere Unione Sovietica                 | Vedere Unione Sovietica                 | Vedere Unione Sovietica                 | Vedere Unione Sovietica                 | Vedere Unione Sovietica                 | Vedere Unione Sovietica                 | -                                       | -                                       | 13º                                     | -                                       | 16º                                     | 14º                                     | 13º                                     | -    | -    | 17º  | 6º   | 21º    | 9º     | 11º    |        | 9      |
| Ungheria                        | -                                       | -                                       | -                                       | -                                       | -                                       | -                                       | -                                       | -                                       | -                                       | -                                       | 14º                                     | -                                       | -                                       | -                                       | -    | -    | -    | -    | -      | 9º     | 23º    |        | 16     |
| Unione Sovietica                | 1º                                      | 1º                                      | 3º                                      | 1º                                      | 2º                                      | 3º                                      | -                                       | X                                       | X                                       | X                                       | X                                       | X                                       | X                                       | X                                       | X    | X    | X    | X    | X      | X      | X      | X      | 21     |

- in corsivo le nazionali scomparse, in grassetto il piazzamento della nazione ospite

## Premi e riconoscimenti
- MVP
- Quintetto ideale
- Miglior marcatore